# Nürnberger Versicherungscup 2013
Nürnberger Versicherungscup 2013 byl tenisový turnaj pořádaný jako součást ženského okruhu WTA Tour, který se hrál na otevřených antukových dvorcích v místním tenisovém klubu. Konal se mezi 10. až 16. červnem 2013 v německém Norimberku jako 1. ročník turnaje.
Turnaj s rozpočtem 235 000 dolarů patřil do kategorie WTA International Tournaments. Nejvýše nasazenou hráčkou ve dvouhře se stala osmnáctá hráčka žebříčku Jelena Jankovićová ze Srbska, která v semifinále podlehla Andree Petkovicové.

## Ženská dvouhra

### Nasazení
| Stát      | Hráčka                      | WTA1) | Nasazení |
| --------- | --------------------------- | ----- | -------- |
| Srbsko    | Jelena Jankovićová          | 18.   | 1.       |
| Česko     | Klára Zakopalová            | 24.   | 2.       |
| Francie   | Alizé Cornetová             | 27.   | 3.       |
| Německo   | Julia Görgesová             | 28.   | 4.       |
| Česko     | Lucie Šafářová              | 29.   | 5.       |
| Španělsko | Lourdes Domínguezová Linová | 45.   | 6.       |
| Rumunsko  | Simona Halepová             | 57.   | 7.       |
| Německo   | Annika Becková              | 62.   | 8.       |

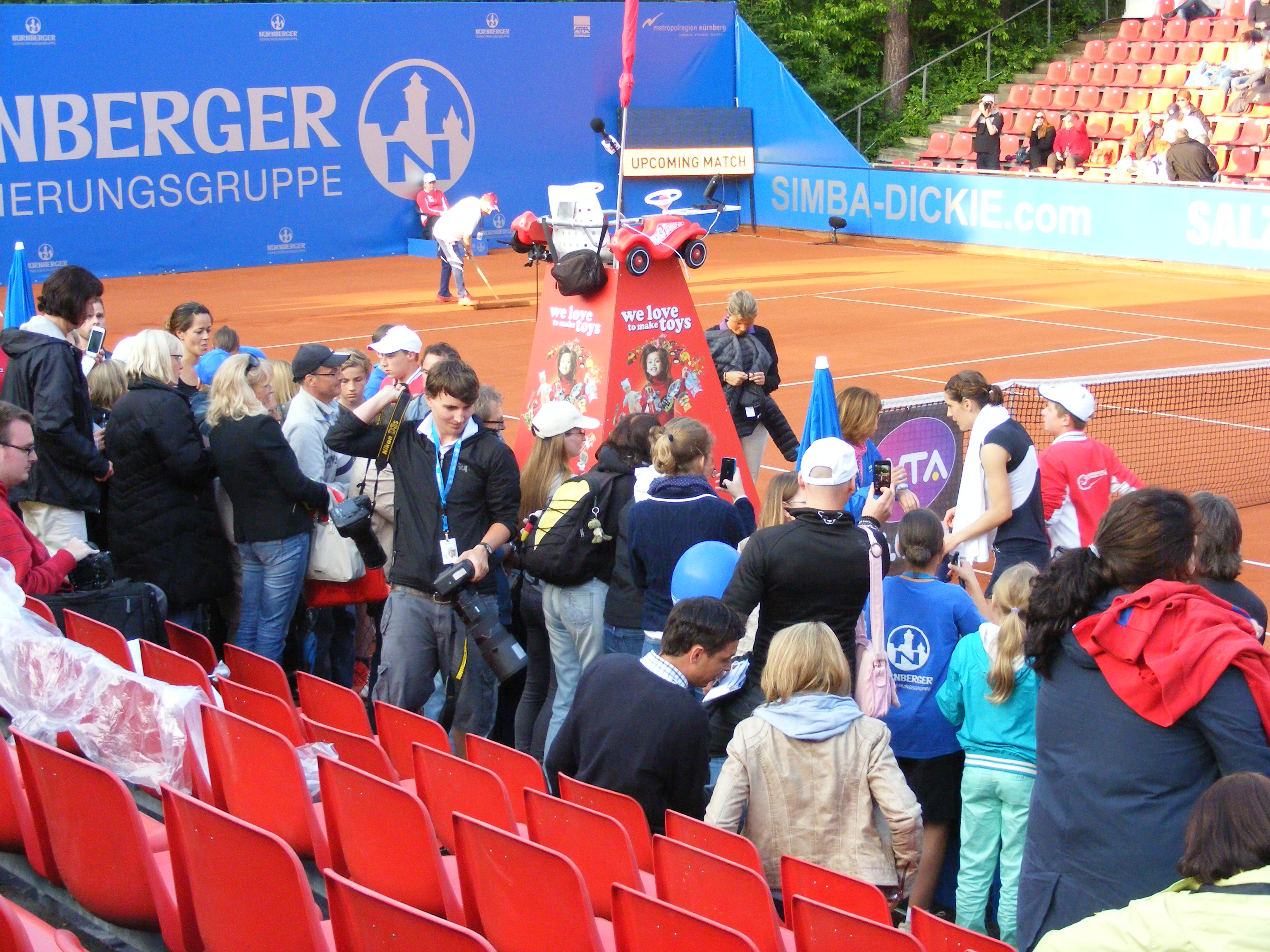
Úprava centrkurtu mezi zápasy

- 1) Žebříček WTA k 27. květnu 2013.[1]

### Jiné formy účasti
Následující hráčky obdržely divokou kartu do hlavní soutěže:
- Jelena Jankovićová
- Andrea Petkovicová
- Dinah Pfizenmaierová

Následující hráčky postoupily z kvalifikace:
- Tereza Martincová
- Grace Minová
- Alexandra Panovová
- Tereza Smitková
  -  Julia Bejgelzimerová – jako šťastná poražená

### Odhlášení
před zahájením turnaje
- Irina-Camelia Beguová
- Lucie Hradecká
- Bethanie Matteková-Sandsová
- Anabel Medinaová Garriguesová
- Monica Niculescuová
- Flavia Pennettaová
- Chanelle Scheepersová
- Jaroslava Švedovová
- Sílvia Solerová Espinosová
- Carla Suárezová Navarrová

## Ženská čtyřhra

### Nasazení
| Stát    | Hráčka                 | Stát        | Hráčka            | WTA1) | Nasazení |
| ------- | ---------------------- | ----------- | ----------------- | ----- | -------- |
| Německo | Anna-Lena Grönefeldová | Česko       | Květa Peschkeová  | 37.   | 1.       |
| Německo | Julia Görgesová        | Lucembursko | Mandy Minellaová  | 82.   | 2.       |
| Rusko   | Alexandra Panovová     | Francie     | Laura Thorpeová   | 166.  | 3.       |
| Česko   | Eva Birnerová          | Ukrajina    | Iryna Burjačoková | 167.  | 4.       |

- 1) Žebříček WTA k 27. květnu 2013; číslo je součtem umístění obou členek páru.

### Jiné formy účasti
Následující páry obdržely divokou kartu do hlavní soutěže:
- Kristina Barroisová /  Anna-Lena Friedsamová
- Laura Siegemundová /  Nina Zanderová

## Přehled finále

### Ženská dvouhra
- Simona Halepová vs.  Andrea Petkovicová, 6-3, 6-3

### Ženská čtyřhra
- Raluca Olaruová /  Valerija Solovjovová vs.  Anna-Lena Grönefeldová /  Květa Peschkeová, 2–6, 7–6(7–3), [11–9]